# 比洛家族

比洛家族纹章

比洛家族（德語：Bülow，德語發音：[ˈbyːloː]）是一个位于梅克伦堡的古老家族，在德国、丹麦和瑞典拥有巨大影响力。其成员拥有男爵（Freiherr）、伯爵（Graf）或亲王（Fürst）的头衔。
- 安德烈亚斯·冯·比洛（生于1937年），德国政治家、前政府部长和9/11阴谋书的作者
- 巴贝特·冯·比洛（1850–1927），德国短篇小说、喜剧和闹剧作家，男性笔名汉斯·阿诺德
- 波恩哈德·恩斯特·冯·比洛（1815–1879），丹麦和德国政治家，波恩哈德·冯·比洛之父
- 伯恩哈德·冯·比洛，王子（1849–1929），德意志帝国总理，1900年至1909年
- 伯莎·冯·马伦霍兹-布洛（1810–1893），德国教育家
- 克里斯托弗·卡尔·冯·比洛（1716–1788），腓特烈大帝统治下的普鲁士将军
- 克劳斯·冯·比洛（1926–2019），英国-丹麦律师和社交名流。（出生为克劳斯博伯格，他采用了他母亲的姓氏。）
- 迪特里希·海因里希·冯·比洛（1757–1807），又名海因里希·迪特里希·比罗，拿破仑战争期间的普鲁士军官，军事理论家，弗里德里希·威廉·冯·比罗的兄弟
- 弗雷德里克·鲁德贝克·亨里克·冯·比洛（1791–1858），丹麦将军，在1849年弗雷德里西亞战役（Battle of Fredericia）期间领导弗雷德里西亞的防御
- 弗里德里希·古斯塔夫·冯·比洛（1814–1893），博思坎普天文台（Bothkamp Observatory）的创始人
- 腓特烈·威廉·馮·比洛，（1755-1816），拿破仑战争期间的普鲁士将军
- 弗里斯·托克斯韦特·冯·比洛，（1872-1955），丹麦政治家和政府部长。
- 汉斯·冯·比洛男爵（1774–1825），威斯特伐利亚和普鲁士的政治家和西里西亚的高级总统
- 汉斯·冯·比洛（1830–1894），钢琴家、指挥家和作曲家，与李斯特的女儿科西玛结婚，后者后来将他留给了理查德·瓦格纳
- 汉斯·冯·比洛（1816-1897），普鲁士将军，曾在普奥战争和普法战争期间作战。
- 哈里·冯·比洛-博特坎普（1897–1976），两次世界大战中的德国战斗机王牌，瓦尔特·冯·比洛-博特坎普的兄弟
- 海因里希·冯·比洛（1792–1846），1827年至1840年普鲁士驻英国大使，伯恩哈德的叔叔
- 海因里希·冯·比洛（Grotekop）（死于1395/1415年之前？），绰号大头，于1383年摧毁了巴特維爾斯納克
- 约翰·哈特维格·维克多·卡尔·冯·比洛（1754–1823），挪威瑞典-丹麦战争期间的挪威-瑞典副将军
- 约翰·阿尔布雷希特·冯·比洛（1708–1776），腓特烈大帝统治下的普鲁士将军
- 卡尔·冯·比洛（1846–1921），第一次世界大战期间的德国将军
- 奥托·冯·比洛（1911–2006），德国二战U艇指挥官
- 撒尼·冯·比洛（1932–2008），克劳斯·冯·比洛的妻子；丈夫被指控毒害她
- 维科·冯·比洛（1923–2011），德国幽默家，平面艺术家
- 瓦尔特·冯·比洛-博特坎普（1894–1918），德国拳手，哈里·冯·比洛-博特坎普的兄弟

1. ↑  . 樂詞網. 國家教育研究院.   [2025-08-14] （中文（臺灣））.